# Ritratto di scolaro
Il Ritratto di scolaro è un dipinto a olio su tela (55x40 cm) attribuito al Correggio, databile al 1525 circa e conservato nel Museo Thyssen-Bornemisza a Madrid.

## Storia
Scarsissimi sono i ritratti assegnati ad Antonio Allegri detto il Correggio e nella loro esiguità e scarsità di documentazione sono tutti di attribuzione incerta. Il ritratto del Museo Thyssen viene attribuito in base ai confronti con il Ritratto d'uomo con libro alla Pinacoteca del Castello Sforzesco a Milano, sebbene assegnato a un periodo leggermente successivo.
La più antica menzione della tela è infatti nella collezione del principe bolognese Zampieri, da cui passò alla collezione Somzée a Bruxelles, venendo esposto ivi per la prima volta nel 1887. Nel 1904, con altre opere, passò nelle collezioni del console di Amburgo Von Weber, per poi essere acquistato da Hans Thyssen-Bornemisza nel 1928.
Fu tradizionalmente attribuito al Correggio fino al 1897, quando Hymans fece il nome di El Greco. Nel 1928 Adolfo Venturi lo attribuì al Correggio, relativamente agli anni venti, e sebbene non seguito da tutta la critica successiva, fu confermato da alcuni come Mayer.

## Descrizione e stile
La tela mostra il busto di un uomo di mezza età su sfondo verde, secondo l'uso alla veneziana del tempo, girato di tre quarti verso destra. Indossa il cappello e la veste da magistrato. 
L'uomo ha il volto allungato, sottolineato ulteriormente dalla barba a punta, la fronte chiara, gli zigomi pronunciati e un naso dritto e grande. La luce incide con forza sul soggetto, mentre le pennellate creano sfumature nei toni carne con note rossastre combinati con altre gialle.